# Joseph Kane
Jasper Joseph Inman Kane ou simplesmente Joseph Kane, (San Diego, 19 de março de 1894 - Santa Mônica, 25 de agosto de 1975) foi um cineasta, produtor, montador e roteirista norte-americano, cuja carreira está intimamente ligada à Republic Pictures, onde trabalhou de 1935 até seu fechamento em 1959.

## Carreira
Ex-cellista, Joe Kane tornou-se ocasional assistente de diretor no início dos anos 1920 e montador em 1926. Em 1935, saiu da Paramount e foi para a recém-criada Republic Pictures. Lá, Kane dirigiu seu primeiro filme, Tumbling Tumbleweeds, também o primeiro filme lançado pelo estúdio e o primeiro estrelado pelo cowboy cantor Gene Autry. A partir daí, Kane fez mais de uma centena de faroestes, a maioria faroestes B de Autry e Roy Rogers.
Em 1944, Herbert J. Yates promoveu-o a diretor dos filmes classe A do estúdio, isto é, filmes com orçamento em torno de 500 000 dólares.Assim, Kane dirigiu John Wayne em Flame of Barbary Coast e Dakota e películas bem acabadas de Bill Elliott.
Todos os filmes de Kane foram feitos na Republic, com exceção de quatro. No meio da massa de filmes B, destacam-se o citado Dakota, Plainsman and the Lady, Wyoming, Hoodlum Empire (um raro não-faroeste), San Antone, Timberjack e The Road to Denver.
Quando a Republic fechou as portas, no fim da década de 1950, passou a trabalhar principalmente na televisão, onde dirigiu episódios de Bonanza, Rawhide e Laramie, entre outras séries.
Recebeu créditos de diretor de segunda unidade em produções como Dark Command, Tobruk, In Enemy Country e Beau Geste. Em vários outros filmes, além de diretor, foi também produtor associado ou coprodutor.
Kane amava os faroestes. Uma vez declarou: "I love making westerns. I like the scenery and the outdoors. The sense of excitement. The horses and the cowboys" (Adoro rodar faroestes. Gosto dos cenários e das paisagens. A excitação. Os cavalos e os cowboys).

## Vida pessoal
Kane casou-se em 1907 com Margaret Munn Inman Kane, com quem teve três filhos. O casamento durou até sua morte em 1975, aos 81 anos de idade.

## Filmografia
| Ano  | Nome original                | Nome PT/BR                     | Nome PT/PT                   | Notas                       |
| ---- | ---------------------------- | ------------------------------ | ---------------------------- | --------------------------- |
| 1935 | Tumbling Tumbleweeds         | Boiadeiro Trovador             |                              | Série Gene Autry            |
| 1935 | Melody Trail                 | Melodia Sertaneja              | O Cigano Ladrão              | Série Gene Autry            |
| 1935 | The Sagebrush Troubadour     | Os Trovadores                  | Vaqueiro Trovador            | Série Gene Autry            |
| 1935 | The Fighting Marines         | Guerreiros da Marinha          | O Tigre Tubarão              | Seriado                     |
| 1936 | Darkest Africa               | A Deusa de Joba                | África Negra                 | Seriado                     |
| 1936 | Undersea Kingdom             | Império Submarino              | O Império Submarino          | Seriado                     |
| 1936 | The Lawless Nineties         | Ordem a Bala                   | Os 90 Bandidos               | Série John Wayne            |
| 1936 | King of the Pecos            | O Rei do Rio Pecos             |                              | Série John Wayne            |
| 1936 | Ghost Town Gold              | Ouro Escondido                 | O Fantasma da Cidade do Oiro | Série The Three Mesquiteers |
| 1936 | The Lonely Trail             | Limpando a Zona                | A Pista Abandonada           | Série John Wayne            |
| 1936 | The Old Corral               | No Velho Rancho                |                              | Série Gene Autry            |
| 1936 | Guns and Guitars             | Violões e Pistolões            |                              | Série Gene Autry            |
| 1936 | Oh, Susannah!                | O Seresteiro                   |                              | Série Gene Autry            |
| 1936 | Ride, Ranger, Ride           | Os Invencíveis                 |                              | Série Gene Autry            |
| 1937 | Paradise Express             |                                |                              |                             |
| 1937 | Git Along, Little Dogies     | Dinheiro a Jorro               |                              | Série Gene Autry            |
| 1937 | Round-Up Time in Texas       | Cowboy na África               |                              | Série Gene Autry            |
| 1937 | Heart of the Rockies         |                                |                              | Série The Three Mesquiteers |
| 1937 | Come On, Cowboys!            | Avante, Boiadeiros             |                              | Série The Three Mesquiteers |
| 1937 | Gunsmoke Ranch               | Galopando Para a Justiça       |                              | Série The Three Mesquiteers |
| 1937 | Public Cowboy No. 1          | O Rei dos Cowboys              | Cow-Boy Público No. 1        | Série Gene Autry            |
| 1937 | Yodelin' Kid from Pine Ridge | O Canário da Serra             |                              | Série Gene Autry            |
| 1937 | Boots and Saddles            | Centauros Modernos             |                              | Série Gene Autry            |
| 1937 | Springtime in the Rockies    |                                |                              | Série Gene Autry            |
| 1938 | The Old Barn Dance           |                                |                              | Série Gene Autry            |
| 1938 | Born to Be Wild              |                                | Nasceu Para Ser Selvagem     |                             |
| 1938 | Arson Gang Busters           | Polícia Especial               | Os Incendiários              |                             |
| 1938 | Under Western Stars          | Sob as Estrelas do Oeste       | Sob as Estrelas do Oeste     | Série Roy Rogers            |
| 1938 | Man from Music Mountain      |                                |                              | Série Gene Autry            |
| 1938 | Billy the Kid Returns        |                                |                              | Série Roy Rogers            |
| 1938 | Gold Mine in the Sky         |                                |                              | Série Gene Autry            |
| 1938 | Come on, Rangers!            |                                |                              | Série Roy Rogers            |
| 1938 | Shine On, Harvest Moon       |                                |                              | Série Roy Rogers            |
| 1939 | Rough Riders Round-Up        |                                |                              | Série Roy Rogers            |
| 1939 | Frontier Pony Express        | Correio da Fronteira           |                              | Série Roy Rogers            |
| 1939 | Southward Ho!                | Bandoleiros de Uniforme        |                              | Série Roy Rogers            |
| 1939 | In Old Caliente              | Traição Infame                 |                              | Série Roy Rogers            |
| 1939 | Wall Street Cowboy           | O Cowboy de Wall Street        |                              | Série Roy Rogers            |
| 1939 | The Arizona Kid              | O Bamba do Arizona             |                              | Série Roy Rogers            |
| 1939 | Days of Jesse James          | Dias de Jesse James            |                              | Série Roy Rogers            |
| 1939 | In Old Monterey              | Na Zona do Perigo              |                              | Série Gene Autry            |
| 1939 | Saga of Death Valley         | Legenda do Vale da Morte       |                              | Série Roy Rogers            |
| 1940 | Young Buffalo Bill           | O Jovem Buffalo Bill           |                              | Série Roy Rogers            |
| 1940 | The Carson City Kid          | Cidade Sinistra                |                              | Série Roy Rogers            |
| 1940 | The Ranger and the Lady      | O Cowboy e a Dama              |                              | Série Roy Rogers            |
| 1940 | Young Bill Hickok            | Sede de Ouro                   | Aconteceu em Cheyenne        | Série Roy Rogers            |
| 1940 | The Border Legion            | Legião da Fronteira            |                              | Série Roy Rogers            |
| 1940 | Colorado                     | A Lei da Fuga                  |                              | Série Roy Rogers            |
| 1941 | Robin Hood of the Pecos      | Robin Hood do Oeste            |                              | Série Roy Rogers            |
| 1941 | In Old Cheyenne              | Terror na Fronteira            |                              | Série Roy Rogers            |
| 1941 | Sheriff of Tombstone         | O Xerife de Tombstone          | Ladrões de Minas             | Série Roy Rogers            |
| 1941 | The Great Train Robbery      | O Mistério Ferroviário         |                              |                             |
| 1941 | Nevada City                  |                                |                              | Série Roy Rogers            |
| 1941 | Rags to Riches               |                                |                              |                             |
| 1941 | Bad Man of Deadwood          |                                |                              | Série Roy Rogers            |
| 1941 | Jesse James at Bay           |                                | Jesse James ao Ataque        | Série Roy Rogers            |
| 1941 | Red River Valley             |                                |                              | Série Roy Rogers            |
| 1942 | Man from Cheyenne            | Vaqueiro Errante               |                              | Série Roy Rogers            |
| 1942 | South of Santa Fe            | Exploradores do Oeste          |                              | Série Roy Rogers            |
| 1942 | Sunset on the Desert         | Balas Redentoras               |                              | Série Roy Rogers            |
| 1942 | Romance on the Range         | Justiça de Vaqueiro            |                              | Série Roy Rogers            |
| 1942 | Sunset Serenade              |                                |                              | Série Roy Rogers            |
| 1942 | Sons of the Pioneers         |                                | Os Pioneiros da Liberdade    | Série Roy Rogers            |
| 1942 | Heart of the Golden West     | Coração do Oeste               | Ao Sul de Santa Fé           | Série Roy Rogers            |
| 1942 | Ridin' Down the Canyon       | A Marcha dos Bandoleiros       |                              | Série Roy Rogers            |
| 1943 | King of the Cowboys          | Missão Perigosa                | O Rei dos Cow-Boys           | Série Roy Rogers            |
| 1943 | Idaho                        | A Leoa do Oeste                | Desafiando a Morte a Cantar  | Série Roy Rogers            |
| 1943 | Song of Texas                | Aposta Afortunada              |                              | Série Roy Rogers            |
| 1943 | Silver Spurs                 | Caminho Trágico                |                              | Série Roy Rogers            |
| 1943 | Man from Music Mountain      |                                |                              | Série Roy Rogers            |
| 1944 | Hands Across the Border      | Potro Selvagem                 |                              | Série Roy Rogers            |
| 1944 | Cowboy and the Señorita      | Pulseira Misteriosa            |                              | Série Roy Rogers            |
| 1944 | The Yellow Rose of Texas     | Rosa do Texas                  | A Rosa Amarela do Texas      | Série Roy Rogers            |
| 1944 | Song of Nevada               | Acidente Afortunado            |                              | Série Roy Rogers            |
| 1945 | Flame of Barbary Coast       | Um Dia Voltarei                | A Maldição de São Francisco  |                             |
| 1945 | The Cheaters                 | Os Farsantes                   |                              |                             |
| 1945 | Dakota                       | Dakota                         | Oeste em Chamas              |                             |
| 1946 | In Old Sacramento            | Sacramento, Cidade da Desordem |                              | Série Bill Elliott          |
| 1946 | Song of Arizona              | A Canção do Arizona            |                              | Série Roy Rogers            |
| 1946 | Plainsman and the Lady       | Planícies Perigosas            |                              | Série Bill Elliott          |
| 1947 | Wyoming                      | ... E Uma Nova Aurora Surgirá  |                              | Série Bill Elliott          |
| 1948 | Old Los Angeles              | Fogo de Emoções                |                              | Série Bill Elliott          |
| 1948 | The Gallant Legion           | Legião de Bravos               |                              | Série Bill Elliott          |
| 1948 | The Plunderers               | Os Saqueadores                 |                              |                             |
| 1949 | The Last Bandit              | O Último Bandido               |                              | Série Bill Elliott          |
| 1949 | Brimstone                    | O Cavaleiro Negro              |                              |                             |
| 1950 | Rock Island Trail            | A Fúria dos Peles Vermelhas    |                              |                             |
| 1950 | The Savage Horde             | Ódio Satânico                  |                              | Série Bill Elliott          |
| 1950 | California Passage           | Califórnia, Terra da Cobiça    |                              |                             |
| 1951 | Oh! Susanna                  | Massacre                       |                              |                             |
| 1951 | Fighting Coast Guard         | Hora da Decisão                |                              |                             |
| 1951 | The Sea Hornet               | Mergulhando Para a Morte       |                              |                             |
| 1952 | Hoodlum Empire               | Império dos Malvados           | Violência                    |                             |
| 1952 | Woman of the North Country   | Avalanche de Ódios             | Castigo de Mulher            |                             |
| 1953 | Ride the Man Down            | Marcado Para Morrer            |                              |                             |
| 1953 | San Antone                   | A Bandeira da Desordem         |                              |                             |
| 1953 | Fair Wind to Java            | A Escuna do Diabo              | Vento do Oriente             |                             |
| 1954 | Sea of Lost Ships            | O Mar dos Navios Perdidos      |                              |                             |
| 1954 | Jubilee Trail                | Os Bravos Não Se Rendem        | Os Bravos Não Se Rendem      |                             |
| 1954 | Hell's Outpost               | Rebelião dos Brutos            |                              |                             |
| 1955 | Timberjack                   | Os Tiranos Também Morrem       | Os Tiranos Também Morrem     |                             |
| 1955 | The Road to Denver           | Renegado Impiedoso             | O Renegado Cruel             |                             |
| 1955 | The Vanishing American       | O Derradeiro Levante           |                              |                             |
| 1956 | The Maverick Queen           | Até a Última Bala              | A Rainha do Mal              |                             |
| 1956 | Thunder Over Arizona         | Vingador Sem Piedade           |                              |                             |
| 1956 | Accused of Murder            | Marcado Para a Morte           |                              |                             |
| 1957 | Duel at Apache Wells         | Tirania das Balas              |                              |                             |
| 1957 | Spoilers of the Forest       | Floresta em Chamas             |                              |                             |
| 1957 | The Last Stagecoach West     | Valentes Até a Morte           |                              |                             |
| 1957 | The Crooked Circle           |                                |                              |                             |
| 1957 | Gunfire at Indian Gap        | Forçado a Matar                |                              |                             |
| 1957 | The Lawless Eighties         |                                |                              |                             |
| 1958 | The Notorious Mr. Monks      | Inferno de Paixões             |                              |                             |
| 1958 | The Man Who Died Twice       | O Homem Que Morreu Duas Vezes  |                              | Último filme na Republic    |
| 1966 | Country Boy                  |                                |                              |                             |
| 1967 | The Search for the Evil One  |                                |                              |                             |
| 1967 | Track of Thunder             | Rivais no Volante              |                              |                             |
| 1975 | Smoke in the Wind            |                                |                              | Filmado em 1971             |